# Oldenlandia scopulorum
Oldenlandia scopulorum är en måreväxtart som beskrevs av Arthur Allman Bullock. Oldenlandia scopulorum ingår i släktet Oldenlandia och familjen måreväxter. Inga underarter finns listade i Catalogue of Life.